# Euscaphurus saltator
Euscaphurus saltator är en skalbaggsart som beskrevs av Thomas Casey 1885. Euscaphurus saltator ingår i släktet Euscaphurus och familjen platthöftbaggar. Inga underarter finns listade i Catalogue of Life.